# Будистичка филозофија
Будистичка филозофија је филозофија која узима Будино учење за своју претпоставку. Она се углавном бави метафизичким, феноменолошким и епистемолошким проблемима.
Будино основно гледиште се не сматра ни онтолошким нити метафизичким већ емпиријским. Он генерално није гајио наклоност према спекулативном и религијском мишљењу. Његова полазишна идеја је да свет треба промишљати у појмовима процеса, а не ствари или супстанција. Готама Буда је видео стварност као условно настајање појава; будисти овај приступ сматрају средњим путем између реификације и нихилизма.
Аутентична будистичка филозофија почиње с Нагарђуном у 2. веку.
Одређене тачке будистичке филозофије су биле предметом спора разних школа будизма. Главни спор у раном будизму био је око тога је ли реалност »празнина« (по Нагарђуниној школи празнине) или неподељена свест (по школи свести).

## Темељни појмови

### Не-сопство
Након Будине смрти, канонска литература ће још јасније одредити непостојање сопства. Човека чине пет састојака (skandha): тело (rupa), опажање (vedana), осећај (samjna), кармичке силе или отисци (samskara) и свест (vijnana). Ово јединство, које су друге школе налазиле у сопству (atman или điva), будизам открива у току хомологних свесних момената, који се, ипак, стално мења.
На питање да ли је онај ко трпи последице неког дела истовремено и његов извршитељ, Буда одговара да би се, када би било тако, упало у етернализам, тј. увео би се један вечни делатник. Ако би се, насупрот томе, тврдило да је једно делатник, а друго онај што трпи последице, подржало би се укидање делатника. Буда избегава обе крајности и одабира средњи пут, представљен законом о условљеном настанку елемената егзистенције. Кад условљено настајање престане, састојци који сачињавају неку особу — а које кармичке силе држе у споју и прате из живота у живот — такође се заустављају, чиме се и патња окончава.

## Филозофске школе

### Ране филозофске школе
Непостојање јединствене религије и слобода тумачења стварају повољне услове за развој и повећање броја школа, те из овог тла израста читава шума праваца и струја. Иако се међу школама води жестока дискусија, оне ипак не поричу своју припадност истом стаблу, те се теорије давних струја, које и даље живе, не одбацују као погрешне, већ сматрају делимичним откровењима. Таквост (tathata), неизрециво, неодредиво, несупстанцијално, необјашњива суштина свих дхарми, празнина изложена привидном дуалитету емпиријског, јавља се већ у неким школама малог возила, које посредују између малог и великог возила, као што су махишасака, која претпоставља петочлану таквост.
Тако је отворен пут монизму јогачаре, чији припадници преузимају појам таквост и дају му онтолошку вредност, те од таквости праве синоним космичке свести, која све ствара својом објективацијом, реална по себи, иреална по својој објективацији.
Припадници школе vatsiputriya (персоналисти), претпоставили су постојање личности, иако, када је требало да је дефинишу, нису били у стању да утврде било шта друго до да је она лишена својстава двеју основних категорија будизма, неусловљеног (асамскрта) / условљеног (самскрта).
Школа vaibhašika, по којој елементи, дарма, развијајући се у паралелним низовима, субјективним и објективним, у појединцу и ван њега, постоје у прошлости, садашњости и будућности, при чему су у прошлости могућности, у садашњости чинови, а у будућности лишени тих могућности. Ови елементи се групишу и узајамно условљавају, стварајући разне психофизичке комплексе, које ми називамо појединцима. Ти елементи нису супстанце, већ минимуми, чијим различитим склапањем и комбиновањем настаје егзистенција. Заустављањем карме зауставља се и њихово кретање, чиме се указује нова дарма, нестворена, јер вечно постоји, нирвана.
Присталице школе vibhajyavada, тако назване због тога што се заузимала за прављење дистинкција (vibhajya), биле су мишљења да постоји само садашњост, те су тако припремали терен за школу sautrantika, која не признаје ауторитет ahhidharme (филозофских расправа), тврди да дарме не постоје друкчије до у непосредном испољавању, а њихово трајање своди на временски минимум (kšana).

### Школе великог возила
Пошто је тако постојање сопства негирано и на његово место постављен низ момената који паралелно протичу, пошто је реалност сведена на хармоничну сагласност објективних и субјективних елемената, те се на тај начин дошло до закључка да су ови моменти минимуми у простору и времену, створена је претпоставка за настанак махајанског акосмизма. Нагарђуна, који се истиче међу великанима индијске филозофије, ударио је доктринарне темеље великом возилу. Он полази од неких списа за које предање каже да их је Буда открио змијама (нага), а оне су их предале Нагарђуни. Ови списи се називају Prajnaparamita (савршенство мудрости). Та литература уводи у будизам одређене новине, а принципе који су у њој изложени Нагарђуна логички разрађује на систематичан начин.